# Ashburton, Nya Zeeland
Ashburton är en stad i regionen Canterbury, Nya Zeeland, på sydöstra sidan av Sydön.
Ashburton var tidigare känt för sina fabriker för tillverkning av åkerbruksredskap och kvarnindustri.